# Holoceen subpluviaal

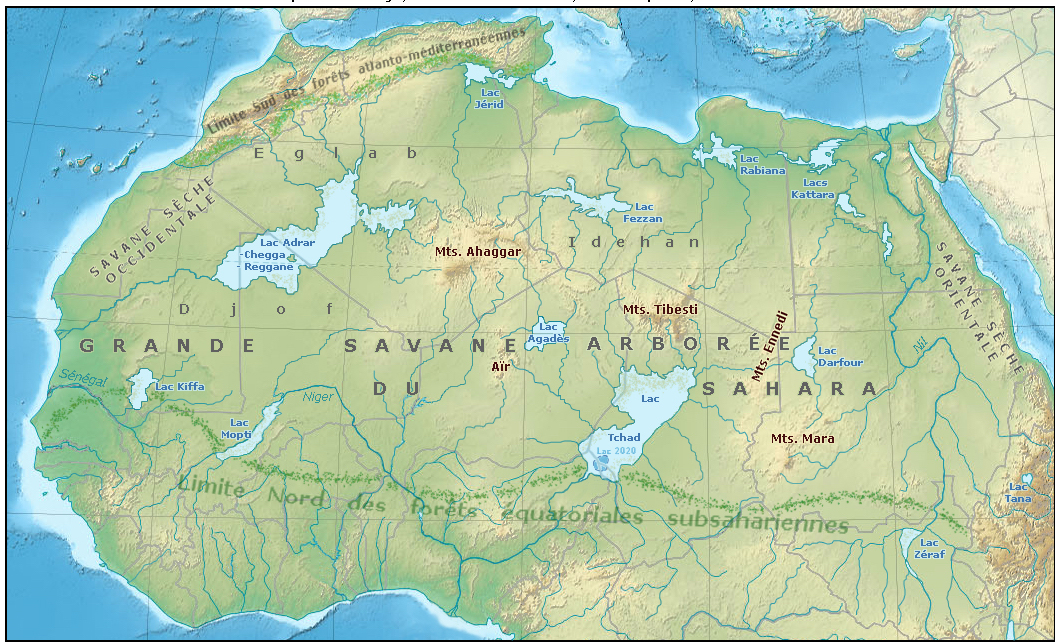
Saharagebied tijdens vochtige periode

Het Holoceen subpluviaal, neolithisch subpluviaal of late sahara regentijd was de periode van rond 8500–8000 tot rond 3500–3000 v.Chr. waarin de Sahara een aanmerkelijk vochtiger klimaat en een dichtere menselijke bevolking bezat.

## Geografie en hydrografie
Tijdens het Holoceen subpluviaal hadden grote delen van Noord-, Centraal- en Oost-Afrika andere hydrografische profielen dan tegenwoordig.
Bestaande meren hadden een waterpeil tientallen meters hoger dan vandaag, soms met een andere afwatering: het Turkanameer, in het huidige Kenia, waterde af op de Nijl. Het Tsjaadmeer bereikte een maximale omvang van zo'n 400.000 vierkante kilometer in oppervlakte, groter dan de moderne Kaspische Zee, met een oppervlakteniveau ongeveer 30 meter hoger dan het twintigste-eeuwse gemiddelde. Sommige ondiepere meren en rivieren ontstonden, die later volledig verdwenen en tegenwoordig slechts zichtbaar zijn op radar- en satellietbeelden.
Noord-Afrika bezat een vruchtbaar klimaat. De huidige Sahara bezat een savanne-type ecosysteem, met olifanten, giraffen, en andere grasland- en bosdieren nu typisch voor het Sahelgebied ten zuiden van de woestijn, samen met nu uitgestorven megafauna zoals Sivatherium en Pelorovis.
[In] de hooglanden van de centrale Sahara voorbij de Libische woestijn, ... in de grote hoogten van de Tibesti en de Hoggar, waren de bergtoppen, vandaag kale rots, in deze periode bedekt met bossen van eiken en walnoot, linde, els en iep. De lagere hellingen, samen met die van de nabijgelegen hoogten - de Tassili en de Acacus in het noorden, Ennedi en Air in het zuiden - droegen olijf, jeneverbes en Aleppopijnboom. In de dalen wemelden eeuwig stromende rivieren van vis en werden omzoomd door graslanden— Roland Oliver

## Periodes
Van 38.000 tot 12.000 v.Chr. werd de noordelijke Sahara, tot aan Ahaggar, Tassili en Tibesti dichtbevolkt door mensen afkomstig uit Noord-Afrika.
Tussen 18.000 en 10.000 v.Chr. beleefde de zuidelijke Sahara een extreem droge periode, waarin de woestijn verder naar het zuiden trok.
Het eerste teken van een vochtiger klimaat vond plaats aan het begin van het Preboreaal en het ontstaan van postglaciale omstandigheden in Europa. Men ziet een plotselinge verschijnen van meren in de Soedanese Sahara en kiezelhoudende modderlagen in de Egyptische Sahara.
Na 10.000 v.Chr. wordt de zuidelijke Sahara weer vochtiger.
In de oostelijke Sahara kan men drie fasen onderscheiden:
1. De herbevolkingsfase, (8.500 tot 7000 v.Chr). De Sahara werd groen, de Nijlvallei ontvolkte vanwege de te hoge waterstand.
2. De formatieve fase (7000 tot 5.300 v.Chr), een relatief stabiele periode welke in alle gebieden zonder permanent water abrupt eindigde.
3. De regionaliserende fase (5.300 tot 3500 v.Chr), waarin de bevolking zich plaatselijk terugtrok tot de gunstigere locaties. De Nijlvallei werd herbevolkt, Badaricultuur en begin van de pre-dynastieke periode in Egypte.
4. De marginaliserende fase, met slechts niet-permanente bewoning.[4]

### Neolithicum
Omstreeks 8.500 v.Chr. veroorzaakte het plotseling optreden van moessonregens een abrupte noordwaartse verschuiving van de tropische regengordel en verbeterde levensomstandigheden.
Vanaf circa 8.000 v.Chr. vindt men bij de Khartoemculturen aan de Midden-Nijl het oudste Afrikaanse aardewerk, het zgn. "golflijn-keramiek" (Wavy Line Pottery). In de volgende millennia verspreidt het keramiek zich verder over het gehele Saharagebied. Wegens de grote verschillen in stijl en tijdsduur kan men echter niet van één specifieke cultuur spreken.
In de centrale Sahara vindt men van 8.000 tot 6.000 v.Chr. de Kiffian-cultuur, jagers en vissers van een robuust mensentype gelijkend op de Mechta-Afalou-types van het Noord-Afrikaanse Ibéromaurusien. Na 6.000 v.Chr. volgde een droge periode en de Kiffiërs verdwenen.
Rond 5.200 v.Chr. arriveerde een nieuwe cultuur, de Tenerian, met een heel ander, waarschijnlijk uit het oosten afkomstig, lichtgebouwd mensentype en de introductie van gedomesticeerde runderen. Gedateerd op 4900 v.Chr. lijkt de vindplaats Uan Telocat in de Tadrart Acacus niet veel later dan de oudste vondsten van domesticatie van vee in het Zagrosgebergte in Iran (5.500 tot 5000 v.Chr.).